# Новикова, Клара Борисовна
Кла́ра Бори́совна Но́викова (урождённая Ге́рцер; род. 12 декабря 1946, Киев, УССР, СССР) — советская и российская актриса кино, телевидения и озвучивания, артистка эстрады, юмористка, певица и телеведущая; народная артистка РФ (1997). Член общественного совета Российского еврейского конгресса.

## Биография

### Ранние годы
Родилась 12 декабря 1946 года в городе Киев, в семье уроженцев Володарска-Волынского Бориса Зиновьевича Герцера (22 июня 1914—2004) — ветерана Великой Отечественной войны, директора обувного магазина на Подоле, и Полины Семёновны (Симы Симховны) Герцер, в девичестве Кулькиной (16 апреля 1920 — 1 декабря 1997) — домохозяйки, позже работницы картонажного цеха на кондитерской фабрике имени Карла Маркса (сейчас «Рошен»).

Папа хотел, чтобы я врачом стала и куда-то в медицинский поступала, сказал: «Если в артистки пойдешь, выпускного платья у тебя не будет». Я возразила, что всё равно пойду, — в общем, пришлось мне на собранные денежки дешёвенькую ткань купить, что-то скроить и с помощью моей любимой преподавательницы театрального кружка Фаины Соломоновны Ковалевской наряд себе сшить.— 
Окончила Киевскую студию эстрадно-циркового искусства и московский Государственный институт театрального искусства.

### Карьера
В октябре 1974 года стала лауреатом первой премии на V Всесоюзном конкурсе артистов эстрады.
В 1976 году поступила на работу в Москонцерт и с помощью администратора Павла Леонидова поселилась в Москве.
Первые гастроли состоялись в Казахстане.
Создала на эстраде сотни образов, самый известный из которых — «Тётя Соня». Создатель образа и автор первого монолога Тёти Сони — Марьян Беленький. Впоследствии монологи тёти Сони писали другие авторы.
В 1990 году Клара Новикова выступила на «Голубом огоньке».
С 1992 года работает в московском Театре Эстрадных Миниатюр, которым руководил Михаил Жванецкий. В этом же году Клара Новикова получила профессиональную премию «Золотой Остап» на Международном фестивале сатиры и юмора в городе Санкт-Петербурге.
В 1995 году стала лауреатом Кубка Аркадия Райкина на международном фестивале «MORE SMEHA» в городе Рига.
Клара Новикова — автор книги «Моя история», изданной в 1997 году издательством «СПАС».
Артистка много гастролировала по России и миру, побывала не только в Европе, но и в далёких США и Австралии. На телевидении появлялась в юмористических передачах и праздничных концертах, в том числе с музыкальными номерами. Часто Клара Борисовна появлялась в популярной программе «Аншлаг», которую вела Регина Дубовицкая. Клара Новикова выходила на сцену одна и с коллегами. Так, к числу удачных выступлений относится спетая с Ефимом Шифриным композиция «Коричневая пуговка».
В мюзикле «Снежная королева» 2003 года она спела дуэтом с Геннадием Хазановым. Артистка также сотрудничала с коллективом «Дискомафия».
В 2010 году, совместно с театром «Гешер», впервые пробует свои силы в амплуа драматической актрисы, сыграв главную женскую роль в спектакле «Поздняя любовь» (постановка режиссёра Евгения Арье по пьесе Валерия Мухарьямова «В тени виноградника», написанной по мотивам рассказа лауреата Нобелевской премии Исаака Башевиса-Зингера).
В 2014 году на набережной Ялты, на площади у театрально-концертного комплекса «Юбилейный» был открыт памятник «Тёте Соне».
В 2016 году была героем программы «Мой герой» на телеканале «ТВ Центр».
В 2019 году Клара Новикова отправилась в концертный тур по России с музыкально-юмористическим шоу «Я — это я!». Новая программа вызвала восторг у зрителей. Поклонники комедиантки отмечали задорную энергию артистки и отборные шутки.
2 сентября 2019 года была героем программы «Судьба человека» с Борисом Корчевниковым на телеканале «Россия-1».
В 2020 году была героем программы «Когда все дома» на телеканале «Россия-1».
В декабре 2021 года вновь была героем программы «Судьба человека» с Борисом Корчевниковым на телеканале «Россия-1».
В 2022 году был снят документальный фильм про Клару Новикову «Клара Новикова. Я не тётя Соня!»
- 1991 год
- 1991 год
- Юрий Никулин и Клара Новикова
- Клара Новикова с участниками телепередачи «Аншлаг» в Архангельске
- Клара Новикова и Леонид Каневский в спектакле «Поздняя любовь» (театр «Гешер»)
- Израиль (2022)

### Личная жизнь
Первый муж (1965—1975) — Виктор Новиков, барабанщик, сокурсник по цирковому училищу, работал в Кировоградской консерватории.
Второй муж (1975—2009) — Юрий Леонидович Зерчанинов (1931—2009), спортивный журналист, заместитель главного редактора, заведующий отделом публицистики журнала «Юность». Умер после операции на сердце (не прижился клапан).
Дочь — Мария Юрьевна Зерчанинова (род. 1977), журналистка, преподаёт в университете театральную критику.
Зять — Борис Никольский, член-корреспондент РАН, филолог-классик.
Внуки — Лев (род. 1998), Анна (род. 2002) и Андрей (род. 2008).
Брат — Леонид Герцер, врач, уехал в США после Чернобыльской аварии в 1986 году, живёт в Сан-Диего; женат, его жена Елена — тоже врач.
Племянница — Юлия, учится в медуниверситете.
В 2013 году Кларе Новиковой был поставлен диагноз «рак молочной железы». Она перенесла операцию, долгое лечение. Позже болезнь отступила.

## Работы

### Фильмография

#### Роли в кино
- 1991 — Как это делалось в Одессе (фильм-спектакль)
- 1994 — Ералаш (выпуск № 105, сюжет «Цыганка») — учительница, переодевшаяся в цыганку
- 1999 — Вы будете смеяться — главная роль
- 2003 — Снежная королева (Украина) — ворона Клара
- 2004 — 2005 — Осторожно, Задов! — Рита
- 2005 — Королева бензоколонки 2 (Украина) — Рогнеда Карповна

#### Озвучивание
- 2003 — День радио (фильм-спектакль) — мама Миши
- 2008 — День радио — голос мамы Михаила Натановича

#### Участие в документальных фильмах
- 2008 — Аркадий Арканов. Рояль в кустах (документальный)
- 2009 — Роман Карцев. Я знаю, где зимуют раки (документальный)
- 2009 — Бесконечный Ералаш (документальный)

### Театр
- 2006 — «Поздняя любовь» Валерия Мухарьямова, Режиссёр: Евгений Арье — Этель (Театр на Бронной)

### Телевидение
- «Аншлаг» — участница
- «Чего хочет женщина?» — ведущая
- «Утренняя почта» — ведущая

### Песни
- «Дедушка-сапожник» (муз. О. Фельцмана, сл. Ю. Гарина)
- «Коричневая пуговка» (с Ефимом Шифриным; песня была исполнена в одном из выпусков телепередачи «Аншлаг»)
- «Плод любви» (муз. А. Гарнизова, сл. Ю. Гарина)
- «Раз на раз» (с группой «Дискомафия»)

## Награды и звания
- Лауреат премии «Золотой Остап» (1992).
- Заслуженная артистка РФ (28 декабря 1992 года) — за заслуги в области искусства.[17]
- Народная артистка РФ (19 ноября 1997 года) — за большие заслуги в области искусства.[18]
- Премия «Фигаро» (2025).[19]